# Louze
Louze és un municipi francès situat al departament de l'Alt Marne i a la regió del Gran Est. L'any 2007 tenia 317 habitants.

## Demografia

### Població
El 2007 la població de fet de Louze era de 317 persones. Hi havia 136 famílies de les quals 32 eren unipersonals (16 homes vivint sols i 16 dones vivint soles), 60 parelles sense fills, 40 parelles amb fills i 4 famílies monoparentals amb fills.
La població ha evolucionat segons el següent gràfic:
Habitants censats

### Habitatges
El 2007 hi havia 167 habitatges, 137 eren l'habitatge principal de la família, 20 eren segones residències i 10 estaven desocupats. 163 eren cases i 1 era un apartament. Dels 137 habitatges principals, 113 estaven ocupats pels seus propietaris, 19 estaven llogats i ocupats pels llogaters i 5 estaven cedits a títol gratuït; 3 tenien una cambra, 3 en tenien dues, 16 en tenien tres, 30 en tenien quatre i 85 en tenien cinc o més. 108 habitatges disposaven pel capbaix d'una plaça de pàrquing. A 60 habitatges hi havia un automòbil i a 67 n'hi havia dos o més.

### Piràmide de població
La piràmide de població per edats i sexe el 2009 era:
| Homes | Edats   | Dones |
| ----- | ------- | ----- |
| 0     | 95 o +  | 0     |
| 0     | 90 a 94 | 0     |
| 8     | 85 a 89 | 8     |
| 0     | 80 a 84 | 4     |
| 4     | 75 a 79 | 8     |
| 4     | 70 a 74 | 8     |
| 8     | 65 a 69 | 12    |
| 24    | 60 a 64 | 4     |
| 0     | 55 a 59 | 4     |
| 12    | 50 a 54 | 12    |
| 4     | 45 a 49 | 8     |
| 4     | 40 a 44 | 0     |
| 20    | 35 a 39 | 16    |
| 8     | 30 a 34 | 8     |
| 16    | 25 a 29 | 20    |
| 0     | 20 a 24 | 16    |
| 0     | 15 a 19 | 4     |
| 8     | 10 a 14 | 4     |
| 12    | 5 a 9   | 8     |
| 12    | 0 a 4   | 12    |

## Economia
El 2007 la població en edat de treballar era de 193 persones, 152 eren actives i 41 eren inactives. De les 152 persones actives 139 estaven ocupades (85 homes i 54 dones) i 13 estaven aturades (5 homes i 8 dones). De les 41 persones inactives 18 estaven jubilades, 11 estaven estudiant i 12 estaven classificades com a «altres inactius».

### Ingressos
El 2009 a Louze hi havia 131 unitats fiscals que integraven 302 persones, la mediana anual d'ingressos fiscals per persona era de 18.122 €.

### Activitats econòmiques
Dels 5 establiments que hi havia el 2007, 3 eren d'empreses de construcció, 1 d'una empresa de transport i 1 d'una empresa d'hostatgeria i restauració.
Dels 4 establiments de servei als particulars que hi havia el 2009, 2 eren paletes, 1 lampisteria i 1 restaurant.
L'any 2000 a Louze hi havia 16 explotacions agrícoles que ocupaven un total de 1.456 hectàrees.

## Equipaments sanitaris i escolars
El 2009 hi havia una escola elemental integrada dins d'un grup escolar amb les comunes properes formant una escola dispersa.

## Poblacions més properes
El següent diagrama mostra les poblacions més properes.